# Бисламах
Бислах («Бейт-сефер ле-хейль ха-раглим», «Школа пехотных войск») и Бисламах («Бейт-сефер ле маким хир», «Школа для командиров пехотных войск», ивр. חטיבת ביסלמ"ח‎) — военные базы Армии обороны Израиля в северном Негеве.
Бислах делится на 4 базы:
- База 828 полка — в основном проводит курсы «снайперов», «сержантов», «вождения на БТР» и пр. В 828 входит 3 батальона.
- База 17-го батальона — проводит курсы командиров пехотных войск.

Базы 828 и 17 соединены.
- 450 и 906 батальоны — проводят курсы командиров всех единиц пехотных войск и командиров спецподразделений:
  - «Дувдеван — замаскированный антитеррористический батальон»,
  - «Окец — боевые кинологи»,
  - «Маглан — диверсионный батальон»,
  - «Эгоз — антипартизанский батальон».

## Батальоны
- 17-й батальон — «Арайот ха-Голан» («Львы Голан»)
- 450-й батальон — «ха-Арйе ха-меофеф» («Летающий лев») — носят краповые береты, как и «Парашютно-десантная бригада».
- 906-й батальон — «Шуалей ха-негев» («Лисы Негева»)

## История
16 октября 2024 года бригада 17-го батальона случайно столкнулась с Яхьей Синваром в Рафиахе и убила его в перестрелке.